# غورو ماتسوي
غورو ماتسوي (باليابانية: 松井五郎؛ بالكانا: まつい ごろう) هو كاتب أغاني وشاعر ياباني، ولد في 11 ديسمبر 1957 في غيفو في اليابان.

## وصلات خارجية
- الموقع الرسمي
- غورو ماتسوي على موقع ميوزك برينز (الإنجليزية)
- غورو ماتسوي على موقع أول ميوزيك (الإنجليزية)
- غورو ماتسوي على موقع ديسكوغز (الإنجليزية)